# Leucesthes
Leucesthes là một chi bướm đêm thuộc họ Geometridae.